# Pohořelice
Pohořelice (deutsch Pohrlitz, früher Porlitz) ist eine Stadt in der tschechischen Region Südmähren. Sie befindet sich 25 km südlich von Brünn.

## Geographie
Pohořelice liegt an der Jihlava in der Thaya-Schwarza-Talsenke. Die Nachbarorte sind im Norden Odrovice (Odrowitz), im Westen Branišovice (Frainspitz) und im Osten Přibice (Pribitz).

## Geschichte

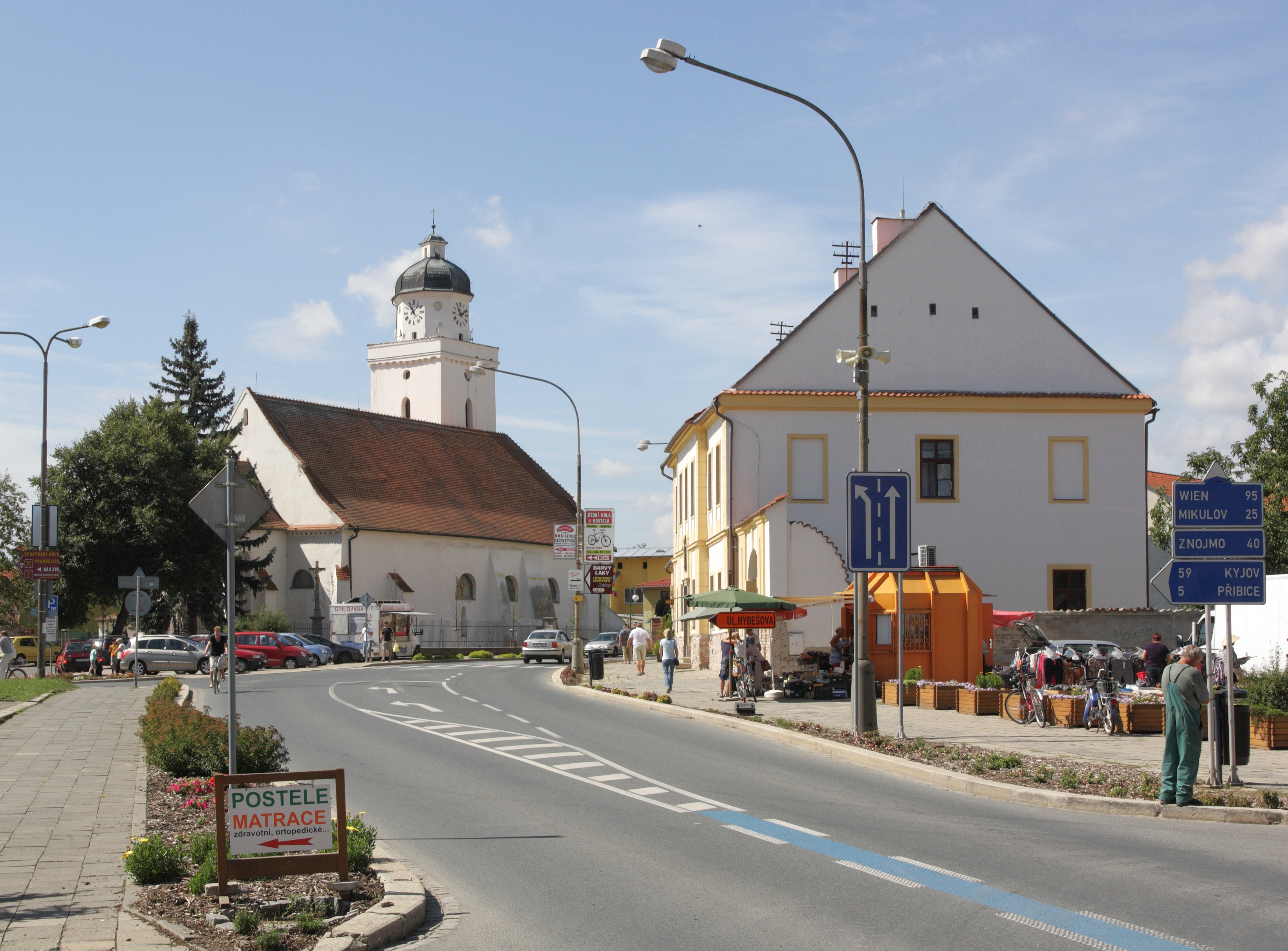
Pohořelice

Die erste urkundliche Erwähnung von Pohořelice und der Pfarrkirche Jakobus des Älteren stammt aus dem Jahre 1222. Die Schreibweise des Ortes änderte sich im Laufe der Jahrhunderte mehrmals. So schrieb man 1222 „Borlitz“, 1391 „Pocherlicz“ und 1425 „Poherliz“. 1231 erhielt der Ort mehrere Privilegien von König Wenzel I. Der angeblich 1278 erfolgte Gnadenbrief des römisch-deutschen Königs Rudolf I. stellte sich später als Fälschung von Antonín Boček heraus. Durch den Ort führte die Haupthandelsverbindung von Brünn nach Znaim und Krems oder nach Nikolsburg und Wien. Noch vor 1350 erhielt Pohořelice das Stadtrecht. Im Jahre 1412 wird die Stadt von Raubrittern angegriffen und geplündert. Während der Hussitenkriege wird die Stadt 1426 von den Hussiten erobert. 1442 werden die Stadtmauern abgetragen.
1512 erhielt Wilhelm II. von Pernstein die Königsstadt „Borlitz“ als erblichen Besitz. Ab 1590 gilt die Stadt als lutherisch und zwei Jahre später wird erstmals eine Schule beurkundet. Auch verschiedene nichtlutherische Gruppierungen wie die Täufer hatten sich in Pohořelice niedergelassen. In dieser Zeit entstand eine bedeutende jüdische Gemeinde. Beide Gemeindeteile wurden separat verwaltet, doch wurde in vielen Bereichen zusammengearbeitet. Ein Beispiel hierfür waren die beiden Nachtwächter, von denen einer ein Jude und der andere ein Christ war. Zu den nachfolgenden Besitzern gehörte Friedrich von Zierotin. Nach dem Sieg der kaiserlichen Truppen in der Schlacht am Weißen Berg am Anfang des Dreißigjährigen Krieges beginnt die Gegenreformation in Mähren. Im Jahre 1620 wurde der Ort zweimal geplündert und gebrandschatzt. Die Täufer wurden des Landes verwiesen und ziehen großteils nach Siebenbürgen weiter. Im Jahre 1645 eroberten schwedische Truppen unter General Lennart Torstensson die Stadt. Neben den Plünderungen wurde auch noch die Pest von den Schweden eingeschleppt. An dieser Seuche starben 456 von 500 Einwohnern. Aufgrund der guten Infrastruktur wird 1663 ein Postamt in der Stadt eröffnet. 1667 bricht ein Großbrand in der Stadt aus, welcher auch die Kirche zerstört. Matriken werden seit 1669 geführt. Um die Kirche vor möglichen Bränden zu schützen, wurden im Jahre 1714 alle Gebäude um die Kirche abgetragen. 1727 wurde die Kaiserstraße von Brünn nach Wien gebaut. Zu dieser Zeit war Pohrlitz Teil der Herrschaft Nikolsburg und im Besitz der Herren von Dietrichstein. Während des Ersten Schlesischen Krieges wohnte der preußische König Friedrich II. ab dem 12. März 1742 für längere Zeit in Pohrlitz. Im Jahre 1784 wurde ein neues Schulgebäude gebaut.
1804 wird eine Reichsstraße nach Znaim gebaut. Während des Fünften Koalitionskrieges wurde Pohrlitz im Jahre 1805 von französischen Truppen besetzt. Einen Tag später erreichte Kaiser Napoléon die Stadt und übernachtete hier. Nach der Schlacht bei Austerlitz verließen die Franzosen die Stadt, die unter der Besetzung schwer zu leiden hatte. Im Sommer des darauf folgenden Jahres brach ein weiterer Großbrand aus und zerstörte 93 Häuser, das Wirtshaus, 30 Scheunen und die Synagoge. Im Krieg gegen Frankreich im Jahre 1809 wurde Pohrlitz abermals von französischen Truppen besetzt. Zwar erlitt die Stadt wiederum hohe finanzielle Einbußen, doch waren diese nicht so dramatisch wie vier Jahre zuvor.

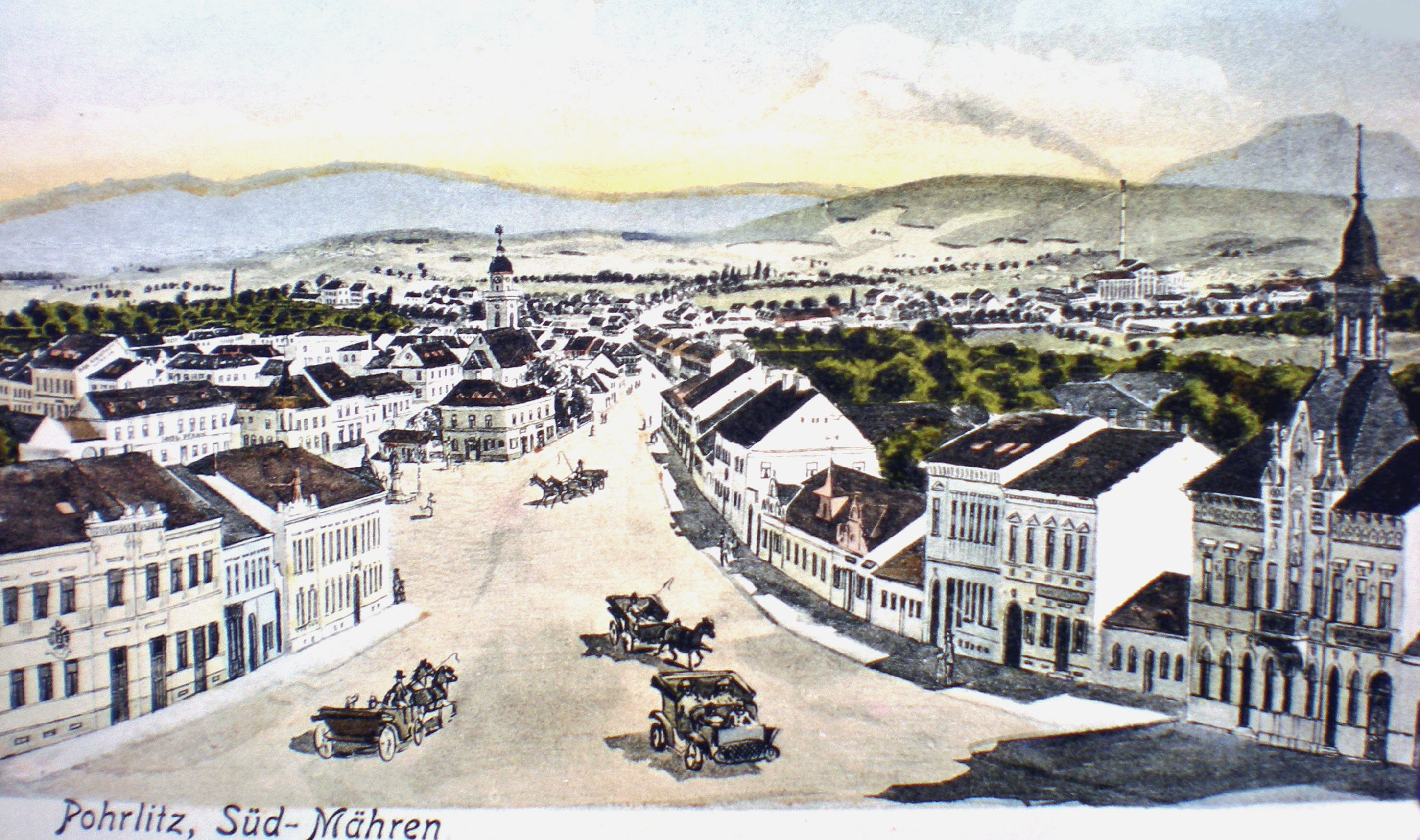
Pohrlitz um 1900

1819 kam die Stadt an Herzog Albrecht von Sachsen-Teschen, doch bereits drei Jahre später stand Pohrlitz unter der Verwaltung des Erzherzogs Karl. Ab da blieb der Ort im Besitz des Kaiserhauses, welches im Jahre 1830 der Stadt das Recht auf einen Wochenmarkt zu sprach. 1831 wütete die Brechruhr im Ort und forderte 59 Opfer. Nach Tauwetter im Jahre 1845 schwoll der Fluss Igel so stark an, dass er in Pohrlitz drei Brücken mitriss. Nach der Aufhebung der Patrimonialherrschaften bildete Pohrlitz ab 1850 eine Stadtgemeinde in der Bezirkshauptmannschaft Auspitz und war dem Gerichtsbezirk Groß Seelowitz zugeordnet. In der Stadt wurde im Jahre 1873 eine Straßenbeleuchtung installiert. Ein Jahr später wurde eine Freiwillige Feuerwehr gegründet. Ab dem Jahre 1895 war Pohrlitz Uber die an die Lokalbahn Branowitz–Pohrlitz der Kaiser Ferdinands-Nordbahn an das Eisenbahnnetz angeschlossen. 1901 wurde Pohrlitz zum Sitz eines Bezirksgerichts.
Nach dem Zerfall Österreich-Ungarns nach dem Ersten Weltkrieg wurde Pohořelice wie ganz Mähren Teil der neu gegründeten Tschechoslowakei. 1910 haben sich 89 % der Stadtbewohner als deutschsprachig deklariert. Viele von ihnen haben sich aber nach 1918 als Tschechen gemeldet. Dadurch und auch durch staatliche Maßnahmen, wie die Bodenreform 1919, die Sprachenverordnung 1926, Neubesetzungen bei Beamtendienstposten und die Neuansiedlung von deren Familien erhöhte sich der Anteil der tschechischsprachigen Bewohner stark. Zwischen den Volkszählungen 1910 und 1930 war der Anteil der deutschen Einwohner um 54 % gesunken. Bei einer Demonstration gegen tschechische Willkürakte am 18. Februar 1920 werden zwei Deutsche erschossen. Im Land drohten bewaffnete nationale Konflikte. 18 Jahre später, im Münchner Abkommen vom 30. September 1938, erzwangen Deutschland, England, Frankreich und Italien ohne Beteiligung der Tschechoslowakei die Einwilligung der tschechoslowakischen Regierung zur Abtretung der deutschsprachigen Randgebiete an Deutschland. Am 1. Oktober wurde auch Pohrlitz ein Teil des deutschen Reichsgaues Niederdonau. Im selben Jahr wurden viele Tschechen und die Juden von den Nationalsozialisten vertrieben und die Synagoge zum Abbruch freigegeben.
Vor Kriegsende kamen durch Luftangriffe drei Pohrlitzer zu Tode. Die Stadt wurde am 7. Mai von sowjetischen Truppen erobert. Der Zweite Weltkrieg forderte 100 Gefallene und Vermisste unter den Einwohnern von Pohrlitz und endete am 8. Mai 1945. Die im Münchener Abkommen an Deutschland übertragenen Territorien wurden im Rückgriff auf den Vertrag von Saint-Germain (1919) wieder an die Tschechoslowakei zurückgegeben. Vor den einsetzenden Drangsalen flohen viele Deutschmährer über die schlecht bewachte Grenze nach Österreich, in der Überzeugung, nach diesen Ausschreitungen bald wieder zurückkehren zu können. Zwischen März und Oktober 1946 erfolgte die Zwangsaussiedlung von 548 Pohrlitzern nach Westdeutschland.
Am 31. Mai 1945 wurde die Kolonne der vertriebenen Brünner durch Pohrlitz geführt. Da ihnen die Einreise in Österreich zunächst verweigert wurde, wurden sie bei Pohrlitz im Freien beziehungsweise in einem ehemaligen Heereslager untergebracht. Durch ausbrechende Seuchen und Exzesse kamen viele Deutschsüdmährer zu Tode (Brünner Todesmarsch). Die nach Österreich gelangten Ortsbewohner wurden bis auf 200 Personen in Übereinstimmung mit den ursprünglichen Überführungs-Zielen des Potsdamer Kommuniqués weiter nach Deutschland transferiert.
Am 20. Mai 2015 bat der Stadtrat von Brünn um Entschuldigung für die gewalttätige Vertreibung, für den „Racheakt“, der „eine Vergeltung für Nazi-Verbrechen sein sollte“ und der „vor allem gegen Frauen, Kinder und alte Menschen gerichtet war“. Er erklärte, die damaligen Ereignisse aufrichtig zu bedauern, und äußerte den Wunsch, „dass sämtliches früheres Unrecht vergeben werden kann“. Für den 30. Mai 2015 wurde ein Gedenkmarsch (in umgekehrter Richtung) von Pohrlitz nach Brünn beschlossen. Der Brünner Oberbürgermeister Petr Vokřál lud auch Vertreter von Vertriebenenverbänden in Deutschland und Österreich ein, die Vertreibung der Brünner Deutschen zum Anlass für ein gemeinsames Gedenken zu nehmen.
Pohrlitz gehörte bis zum 31. Dezember 2006 zum Okres Břeclav (Bezirk Lundenburg); seit dem 1. Januar 2007 ist die Gemeinde dem Okres Brno-venkov (Bezirk Brünn-Land) zugeordnet.

## Wappen und Siegel
Das älteste Siegel der Stadt zeigt die Umschrift „SIGILL VM CIVICM DE POHORLIC“ und darin einen gotischen Spitzschild. In diesem ist eine dreitürmige Zinnenburg mit hohem Mittelrum und einem Spitzbogentor abgebildet. Spätere Siegel zeigen an dem äußeren Rand des gotischen Spitzschildes Tulpen oder drei geflügelte Engelsköpfe beseitet von je zwei Rosenblüten. In der Zwischenkriegszeit wurde das Siegel zweisprachig. Die jüdische Gemeinde führte ein eigenes Siegel.
Das Wappen glich dem Siegelbild. Die Türme und die Mauern waren silbern, das Tor golden und der Schild blau. Die Engelsköpfe waren golden.

## Bevölkerungsentwicklung
| 1880                                                                          | 3270 | 2211 | 1010 | 49  |
| 1890                                                                          | 3412 | 3013 | 378  | 21  |
| 1900                                                                          | 3473 | 2735 | 723  | 15  |
| 1910                                                                          | 3518 | 3119 | 399  | 40  |
| 1921                                                                          | 3772 | 1226 | 2229 | 81  |
| 1930                                                                          | 4290 | 1210 | 2816 | 264 |
| Quelle: 1793, 1836, 1850 aus: Südmähren von A–Z, Frodl, Blaschka              |      |      |      |     |
| Sonstige: Historický místopis Moravy a Slezska v letech 1848–1960, sv.9. 1984 |      |      |      |     |

## Stadtgliederung
Die Stadt Pohořelice besteht aus den Ortsteilen Nová Ves (Mariahilf), Pohořelice (Pohrlitz) und Smolín (Mohleis) sowie der Ansiedlung Velký Dvůr (Großhof).

## Wirtschaft
Große Teile der Pohrlitzer lebten von der Landwirtschaft. Hierbei ermöglichte das gute Klima neben dem Anbau von verschiedenen Getreidesorten auch den Anbau von Zuckerrüben, Raps, Kartoffeln, Gemüse und Obst. Beim Obstanbau wurden besonders Birnen und Zwetschgen favorisiert. In der Stadt waren eine Zuckerfabrik (1873), drei Ziegeleien, drei Mühlen, eine Milchsammelstelle und zwei Molkereien. Bis 1900 wurden Netzhandschuhe, Tonwaren und Webereien in Heimarbeit produziert.

## Partnerstädte
- Brezová pod Bradlom, Slowakei

## Sehenswürdigkeiten

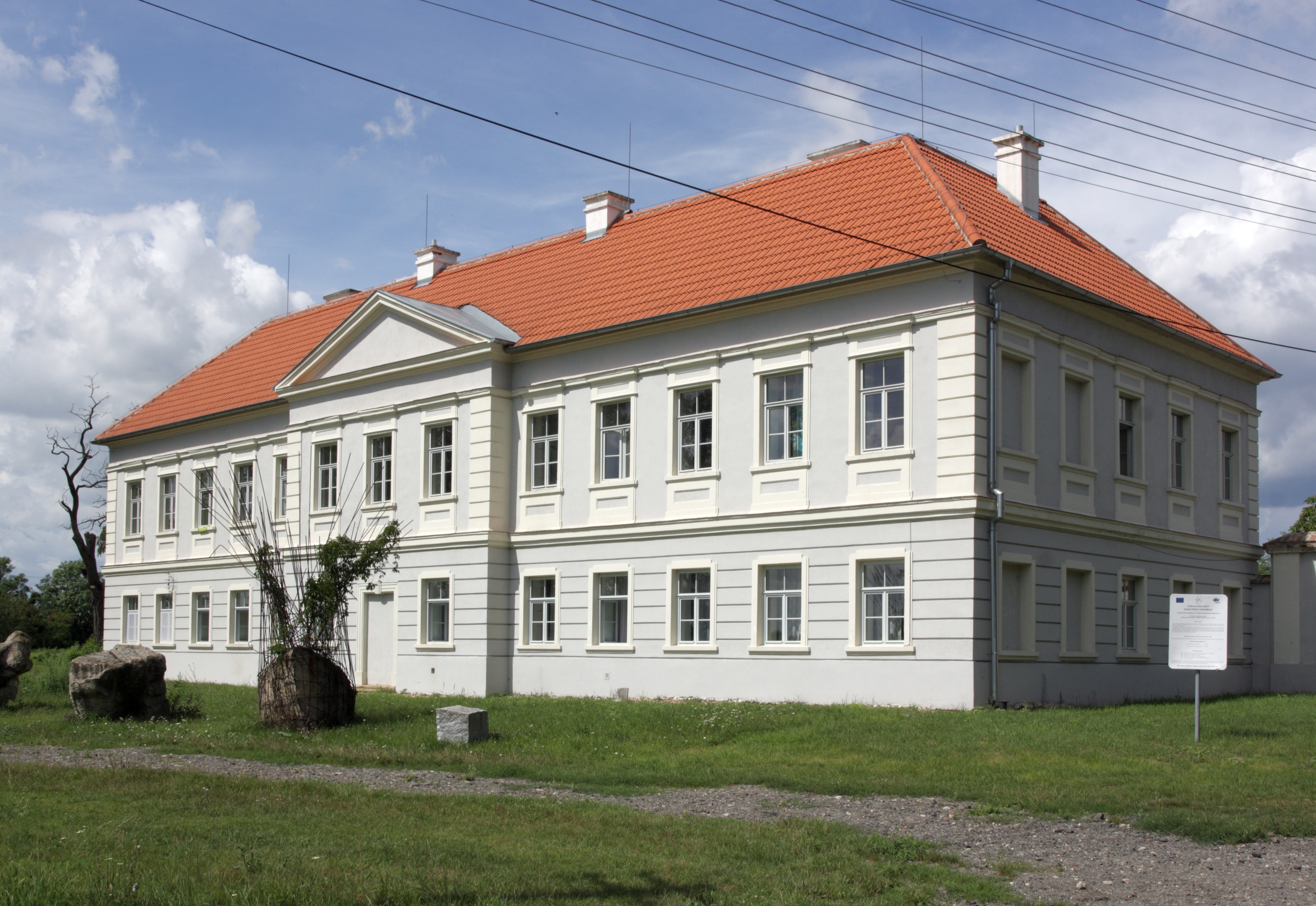
Jagdschloss Leopoldsruhe

- Propsteikirche St. Jakob, gotische Hallenkirche aus dem 13. Jahrhundert, Turm im 16. Jahrhundert erhöht, nach Brand 1667 restauriert.
- Jüdischer Friedhof
- Barockes Jagdschloss Leopoldsruhe von Franz Anton Grimm in der Siedlung Velký Dvůr
- Kriegerdenkmal. Es wurde 1931 erstellt und nach dem Zweiten Weltkrieg von Tschechen zerstört.
- Kriegerdenkmal der jüdischen Gemeinde
- Kaiser-Joseph-II-Denkmal (1892, 1919 abgerissen)

## Söhne und Töchter der Stadt
- Franz Nosek (1840–1924), Abgeordneter des mährischen Landtages und Heimatforscher
- Albert Prager (1842–1915), sozialdemokratischer Politiker
- Leopold Schnabl, (1846–1890), Optiker, Augenarzt und Konsul von Argentinien in Österreich-Ungarn
- Jakob Fischer (1849–1933), Komponist
- Franz Rund (1853–1933), Abgeordneter des mährischen Landtages und Bürgermeister bis 1919
- Karl Ritter von Görner (1858–1924), Publizist
- Karl Beurle (1860–1919), Jurist und Wirtschaftspionier, Mitglied des oberösterreichischen Landtages, Reichstagsabgeordneter, Mitglied des Herrenhauses
- Adalbert Sternberg (1868–1930), Politiker und Publizist
- Berthold Feiwel (1875–1937), Schriftsteller und zionistischer Politiker
- Eugen Beyer (1882–1940), österreichischer Feldmarschallleutnant und deutscher General
- Viktor Reich (1885–1942), Landwirt und Lehrer, Abgeordneter zum Landtag von Niederösterreich
- Kurt Podleschka (1902–1999), deutscher Gynäkologe und Geburtshelfer
- Věra Špinarová (1951–2017), Sängerin

## Bücher über Pohořelice
- Anton Weixer: Beschreibung des uralten Markt- und Pfarrortes Altstadt Pohrlitz, 1827
- Johann Edler: Chronik der Orte Seelowitz, Pohrlitz und Umgebung, 1859
- Augustin Kratochvil: Pohořelský okres – Vlastivìda moravská cis.81, 1913
- Josef Pfann: Chronik der Stadt Pohrlitz, 1922
- Karl Petzina: Adreßbuch der politischen Bezirke Nikolsburg und Pohrlitz, 1926
- Franz Schmidt: Jahresbericht der Deutschen Knaben- und Mädchen-Bürgerschule in Pohrlitz 1929/30, 1930
- Sylvestr Nováček: Mikulovsko a Pohořelicko od nástupu nacismu k osednému Mnichovu, 1960
- Eduard Sellner, Hugo Sellner, Alois Doffek: Geschichte von Pohrlitz, 1978
- Franz Nosek, Wilhelm Jun: Geschichte von Pohrlitz, 1995
- Wilhelm Jun: Auszug aus der Schulchronik der deutschen Volksschule Pohrlitz, 1917–1943, 1998
- Wilhelm Jun: Häuser- und Familienverzeichnis Pohrlitz 1945, 1999
- Stadt Pohrlitz Pohořelický Zpravodaj, 1994–1998
- Stadt Pohrlitz Pohořelický Zpravodaj, 1999–2002
- Wilhelm Jun: Pohrlitz INFO 1999 bis 2003, 2004
- Gedenkbuch des Männergesangvereins Hesperus Pohrlitz
- Franz Bergmann: Pohrlitzer Zeitung, Band 1/2 Heft 1–58
- Johann Moder: Die bäuerliche Berufsorganisation des Gerichtsbezirkes Pohrlitz